# Liste der Kulturdenkmale in Oldenburg in Holstein
In der Liste der Kulturdenkmale in Stadt sind alle Kulturdenkmale der schleswig-holsteinischen Stadt Oldenburg in Holstein (Kreis Ostholstein) und ihrer Ortsteile aufgelistet (Stand: 14. April 2025).

## Legende
In den Spalten befinden sich folgende Informationen:
- Objekt-ID: die Nummer des Kulturdenkmales
- Lage: die Adresse des Kulturdenkmales und die geographischen Koordinaten. Kartenansicht, um Koordinaten zu setzen. In der Kartenansicht sind Kulturdenkmale ohne Koordinaten mit einem roten Marker dargestellt und können in der Karte gesetzt werden. Kulturdenkmale ohne Bild sind mit einem blauen Marker gekennzeichnet, Kulturdenkmale mit Bild mit einem grünen Marker.
- Offizielle Bezeichnung: Bezeichnung des Kulturdenkmales
- Beschreibung: die Beschreibung des Kulturdenkmales
- Bild: ein Bild des Kulturdenkmales

## Sachgesamtheiten
| Objekt-ID      | Lage                                             | Offizielle Bezeichnung   | Beschreibung | Bild                             |
| -------------- | ------------------------------------------------ | ------------------------ | --- | -------------------------------- |
| 40386 Wikidata | Hoheluftstraße 44 (54° 17′ 44″ N, 10° 52′ 27″ O) | Neuer Friedhof Oldenburg | Neuer Friedhof Oldenburg; 1883 eingeweiht; regelmäßige Anlage mit Lindenalleen und -reihen, Hauptwegekreuz mit Lindenkranz im Zentrum, zwei Familiengrablegen des 1. Drittels des 20. Jh. (Mausoleum Jansen, Familiengrab Storm) Begründung: geschichtlich, künstlerisch, städtebaulich Schutzumfang: Neuer Friedhof, Mausoleum Jansen, Familiengrab Storm | BW                               |
| 40777 Wikidata | Johannisstraße (54° 17′ 34″ N, 10° 53′ 6″ O)     | Kirche St. Johannis      | Kirche St. Johannis mit Kirchhof; ab 1156 als Hauptkirche des Bistums Oldenburg errichtete Backsteinbasilika mit Westturm; der umgebende Kirchhof besitzt Lindenreihen und Böschungsmauer, verschiedene Grabmale und zwei Familiengrüfte; Ehrenmal für die Gefallenen beider Weltkriege westlich und eine 1898 gepflanzte Doppeleiche südlich der Kirche - Begründung: geschichtlich, künstlerisch, städtebaulich - Schutzumfang: Kirche St. Johannis mit Ausstattung, Kirchhof, Hauptpforte, Grabmale bis 1870, Meiersche Gruft 1844, Gruft mit Obelisk 1835, Granitquader-Böschungsmauer, Lindenreihe, Doppeleiche mit Gedenkstein 1848, Ehrenmal für die Gefallenen des Ersten und Zweiten Weltkrieges | weitere Fotos \| Fotos hochladen |

## Mehrheit von baulichen Anlagen
| Objekt-ID      | Lage                                                             | Offizielle Bezeichnung                         | Beschreibung | Bild |
| -------------- | ---------------------------------------------------------------- | ---------------------------------------------- | --- | ---- |
| 39934 Wikidata | Burgtorstraße 1, 3, Hopfenmarkt 1 (54° 17′ 35″ N, 10° 53′ 16″ O) | Baugruppe Burgtorstraße 1, 3 und Hopfenmarkt 1 | Baugruppe auf der Westseite des Hopfenmarktes; Ende 19. Jh./1. Hälfte 20. Jh.; Architekt u.a. Hans Vosgerau; Reihe von drei ein- bis zweigeschossigen Wohn- und Geschäftshäusern, geschlossene städtebauliche Situation, platzbildprägende Bebauung mit Backsteingiebeln zum Hopfenmarkt - Begründung: geschichtlich, städtebaulich - Schutzumfang: Hotel zur Eule (Hopfenmarkt 1), Wohn- und Geschäftshäuser (Burgtorstraße 1, 3) | BW   |
| 39947 Wikidata | Hinterhörn 6, 8, 10, 12 (54° 17′ 32″ N, 10° 53′ 20″ O)           | Wohnhäuser Hinterhörn 6, 8, 10, 12             | Reihe von vier Wohnhäusern; 18./19. Jh.; eingeschossige, unverputzte Backsteingebäude in geschlossener bis halboffener Bebauung, im Kern Fachwerk, charakteristische Baugruppe in einer der ältesten Straßen Oldenburgs, Nr. 8 1934 aufgestockt - Begründung: geschichtlich, städtebaulich - Schutzumfang: Wohnhäuser Hinterhörn 6, 8, 10, 12                                                                                      | BW   |

## Bauliche Anlagen
| Objekt-ID      | Lage                                                       | Offizielle Bezeichnung                                 | Beschreibung | Bild            |
| -------------- | ---------------------------------------------------------- | ------------------------------------------------------ | --- | --------------- |
| 9055 Wikidata  | Bahnhofstraße 17 a (54° 17′ 6″ N, 10° 52′ 54″ O)           | Speicher                                               | Getreidespeicher Lüken und Jessen; um 1920; zweigeschossiger Backsteinrohbau mit Wandstreifengliederung, hohes Satteldach mit doppeltem Dachboden, Krangiebel auf beiden Traufseiten, in den entsprechenden Gebäudeachsen und am Südostgiebel jeweils vier übereinander angeordnete Ladeöffnungen - Begründung: geschichtlich, städtebaulich - Schutzumfang: gesamtes Objekt - Denkmaltyp: Bauliche Anlage | BW              |
| 6726 Wikidata  | Carl-Maria-von-Weber-Straße (54° 17′ 31″ N, 10° 52′ 43″ O) | Turnhalle (Erich-Kästner-Schule)                       | Alteintragung (Aktualisierung vorgesehen) - Begründung: Alteintragung (Aktualisierung vorgesehen) - Schutzumfang: Alteintragung (Aktualisierung vorgesehen) - Denkmaltyp: Bauliche Anlage | BW              |
| 39935 Wikidata | Göhler Straße 24 (54° 17′ 24″ N, 10° 53′ 34″ O)            | Wohnhaus                                               | Wohnhaus; 1920er Jahre; kompakter, zweigeschossiger Walmdachbau in offener Bebauung mit straßenseitigem Eckerker, steinsichtiges Ziegelmauerwerk mit Geschossgesimsen und Zierverbänden, expressionistische Einflüsse, Vorgarteneinfriedung - Begründung: geschichtlich, künstlerisch, städtebaulich - Schutzumfang: Wohnhaus, Einfriedung - Denkmaltyp: Bauliche Anlage | BW              |
| 29786 Wikidata | Göhler Straße 44 (54° 17′ 25″ N, 10° 53′ 48″ O)            | Wohnhaus                                               | Ehemaliges Wohnhaus; 1920er Jahre; zweigeschossiger, traufständiger Baukörper mit Vollwalmdach, qualitätvolle Klinkerfassade mit Sandsteindetails in neobarocken Formen, halbrunder Erker auf der Westseite, rundbogige Eingangstür und vierstufige Freitreppe - Begründung: geschichtlich, künstlerisch, städtebaulich - Schutzumfang: gesamtes Objekt - Denkmaltyp: Bauliche Anlage | BW              |
| 34920 Wikidata | Göhler Straße 50 (54° 17′ 25″ N, 10° 53′ 51″ O)            | Wohnhaus                                               | Ehemaliges Bürgermeisterwohnhaus; 1934, Architekt Hans Vosgerau; zweigeschossiger Putzbau in offener Bebauung mit Vollwalmdach und kleinem Seitenflügel, straßenseitig mit korbbogigem Eingang, Standerker und Gaube mit Segmentbogengiebel, aufgeputzte Eckquaderung - Begründung: geschichtlich, städtebaulich - Schutzumfang: gesamtes Objekt - Denkmaltyp: Bauliche Anlage | BW              |
| 3498 Wikidata  | Göhler Straße 88 – 92 (54° 17′ 29″ N, 10° 54′ 24″ O)       | Ehemaliges Landratsamt mit modernem Erweiterungsbau    | Ehemaliges Landratsamt, heute Amtsgericht; 1921/22; Architekt Hans Schnittger; stattlicher, zwei- bis dreigeschossiger Backsteinbau mit L-förmig angesetztem Seitenflügel, geschossteilende Bänder, barockisierendes Sandstein-Portal, Heimatschutzarchitektur; qualitätvoller Erweiterungsbau der 1960er Jahre - Begründung: geschichtlich, künstlerisch, städtebaulich - Schutzumfang: gesamtes Objekt - Denkmaltyp: Bauliche Anlage | BW              |
| 39942 Wikidata | Große Schmützstraße 20 (54° 17′ 27″ N, 10° 52′ 57″ O)      | Wohnhaus                                               | WWohnhaus; 1912; Architekt Ernst Stoffers; eingeschossiger, villenartiger Wohnbau mit Putzfassade, halbrundem Standerker, Wintergarten und Satteldach, angeschobener zweigeschossiger Seitentrakt sowie eingeschossiger Rückflügel unter Walmdach, eingeschossige Remise mit Walmdach und traufseitigem Zwerchhaus mit geschweiftem Giebel - Begründung: geschichtlich, städtebaulich - Schutzumfang: Wohnhaus, Remise - Denkmaltyp: Bauliche Anlage | BW              |
| 29834 Wikidata | Hinterhörn 6 (54° 17′ 32″ N, 10° 53′ 20″ O)                | Wohnhaus                                               | Wohnhaus; 18./19. Jh.; kleines giebelständiges Fachwerkgebäude mit Lehmausfachungen und schlichter Backsteinfront, Satteldach mit straßenseitigem Schopfwalm - Begründung: geschichtlich, städtebaulich - Schutzumfang: gesamtes Objekt - Denkmaltyp: Bauliche Anlage, Mehrheit von baulichen Anlagen: Wohnhäuser Hinterhörn 6, 8, 10, 12 | BW              |
| 3499 Wikidata  | Hinterhörn 7 (54° 17′ 33″ N, 10° 53′ 19″ O)                | Ehemalige Probsteischule                               | Schulgebäude; 1828; zweigeschossiger Backsteinbau mit Walmdach und klassizistischer Inschriftentafel über der zentralen Eingangstür mit Oberlicht - Begründung: geschichtlich, städtebaulich - Schutzumfang: gesamtes Äußeres, - Denkmaltyp: Bauliche Anlage | BW              |
| 3500 Wikidata  | Hoheluftstraße 1 – 3 (54° 17′ 29″ N, 10° 52′ 52″ O)        | Schulgebäude (ehem. Gymnasium)                         | Alteintragung (Aktualisierung vorgesehen) - Begründung: geschichtlich, städtebaulich - Schutzumfang: gesamtes Objekt - Denkmaltyp: Bauliche Anlage | BW              |
| 3501 Wikidata  | Hoheluftstraße 6 (54° 17′ 31″ N, 10° 52′ 52″ O)            | Schulgebäude (Sonderschule)                            | Alteintragung (Aktualisierung vorgesehen) - Begründung: geschichtlich, städtebaulich - Schutzumfang: gesamtes Objekt - Denkmaltyp: Bauliche Anlage | BW              |
| 29791 Wikidata | Hoheluftstraße 8 (54° 17′ 31″ N, 10° 52′ 51″ O)            | Wohnhaus „Villa Dora“                                  | Wohnhaus; 1909/1910; Bauherr: Bürgermeister Eißfeld; eingeschossiges Wohnhaus mit ausgebautem Mansardwalmdach, Putzfassade über Ziegelsockel, der straßenseitige Giebel mit Altan, seitlich angesetzter Hauseingang - Begründung: geschichtlich, künstlerisch, städtebaulich - Schutzumfang: gesamtes Objekt - Denkmaltyp: Bauliche Anlage | BW              |
| 26515 Wikidata | Hoheluftstraße 13 (54° 17′ 33″ N, 10° 52′ 45″ O)           | Erich-Kästner-Schule                                   | Schulgebäude; 1933; zweigeschossiger traufständiger Backsteinbau mit Souterrain und hohem Satteldach, unverputztes Mauerwerk mit klarer Fassadengliederung und dunkel abgesetzten Klinkerbändern, in der Fassadenmitte flach gedeckter Treppenhausrisalit mit Eingangsportal und vorgelagerter Freitreppe - Begründung: geschichtlich, künstlerisch, städtebaulich - Schutzumfang: gesamtes Objekt - Denkmaltyp: Bauliche Anlage | BW              |
| 3502 Wikidata  | Hoheluftstraße 20 (54° 17′ 35″ N, 10° 52′ 45″ O)           | Ehemaliges Amtsgericht (Polizeigebäude)                | Alteintragung (Aktualisierung vorgesehen) - Begründung: geschichtlich, künstlerisch, städtebaulich - Schutzumfang: gesamtes Äußeres - Denkmaltyp: Bauliche Anlage | BW              |
| 29792 Wikidata | Hoheluftstraße 22 (54° 17′ 36″ N, 10° 52′ 44″ O)           | Wohnhaus                                               | Wohnhaus für Beamte des benachbarten ehem. Amtsgerichts; 1932; zweigeschossiger, landhausartiger Putzbau, sich durchdringende Sattel- und Walmdächer, zwei Standerker, zahlreiche Details wie Fenster und Haustüren im bauzeitlichen Zustand erhalten, geputzte Einfriedungspfeiler - Begründung: geschichtlich, städtebaulich - Schutzumfang: Wohnhaus, Einfriedung - Denkmaltyp: Bauliche Anlage | BW              |
| 21982 Wikidata | Hoheluftstraße 44 (54° 17′ 40″ N, 10° 52′ 26″ O)           | Mausoleum Jansen                                       | Familiengrabstätte; 1914; kleiner Backsteinbauknappe über quadratischem Grundriss mit Eckrustizierung und reicher Gesimsausbildung, rundbogiges Eingangstor und rundbogige Fensterpaare, geschweiftes Dach aus Bleiplatten - Begründung: geschichtlich, künstlerisch, städtebaulich - Schutzumfang: gesamtes Objekt - Denkmaltyp: Bauliche Anlage, Sachgesamtheit: Neuer Friedhof Oldenburg | BW              |
| 21983 Wikidata | Hoheluftstraße 44 (54° 17′ 41″ N, 10° 52′ 26″ O)           | Familiengrab Storm                                     | Familiengrabstätte; Erstbelegung 1926; von einer Kolonnade aus Backsteinpfeilern eingefasste, quadratische Anlage in der Art eines Ehrenhofs, an der Rückwand schlichte Granitwand mit Kranzhalter und den Namen der Verstorbenen - Begründung: geschichtlich, städtebaulich - Schutzumfang: gesamtes Objekt - Denkmaltyp: Bauliche Anlage, Sachgesamtheit: Neuer Friedhof Oldenburg | BW              |
| 3503 Wikidata  | Hopfenmarkt 1 (54° 17′ 35″ N, 10° 53′ 15″ O)               | Hotel zur Eule                                         | Alteintragung (Aktualisierung vorgesehen) - Begründung: geschichtlich, städtebaulich - Schutzumfang: gesamtes Äußeres - Denkmaltyp: Bauliche Anlage, Mehrheit von baulichen Anlagen: Baugruppe Burgtorstraße 1, 3/Hopfenmarkt 1 | BW              |
| 6284 Wikidata  | Hopfenmarkt 5 (54° 17′ 36″ N, 10° 53′ 17″ O)               | Wohn- und Geschäftshaus                                | Alteintragung (Aktualisierung vorgesehen) - Begründung: geschichtlich, städtebaulich - Schutzumfang: gesamtes Objekt - Denkmaltyp: Bauliche Anlage | BW              |
| 3506 Wikidata  | Hopfenmarkt 8 (54° 17′ 35″ N, 10° 53′ 19″ O)               | Wohnhaus                                               | Wohnhaus; Ende 18. Jh.; eingeschossiger, traufständiger Fachwerkbau mit Halbwalmdach, übergiebeltes Zwerchhaus über dem Eingang, Hausbäume - Begründung: geschichtlich, städtebaulich - Schutzumfang: Wohnhaus, Baumreihe - Denkmaltyp: Bauliche Anlage | BW              |
| 6446 Wikidata  | Johannisstraße 33 (54° 17′ 32″ N, 10° 53′ 4″ O)            | Ehemalige Volksschule                                  | Ehemalige Volksschule; 2. Hälfte 19. Jh.; zweigeschossiger Backsteinbau mit erhöhtem Mittelteil und flacheren Seitentrakten, diese mit Walmdächern und entsprechend der Hanglage ein- bis zweigeschossig, der zwei- bis dreigeschossige Mittelteil nach West vorspringend, teilweise verputzt, mit drei rundbogigen Eingängen und Zeltdach, ausgewogene symmetrische Fassadengestaltung, aufwendiges Kranzgesims, Schieferdeckung - Begründung: geschichtlich, städtebaulich - Schutzumfang: gesamtes Objekt - Denkmaltyp: Bauliche Anlage | BW              |
| 4118           | Johannisstraße (54° 17′ 34″ N, 10° 53′ 6″ O)               | Kirche St. Johannis mit Ausstattung                    | Kirche St. Johannis mit Ausstattung; Baubeginn 1156, nach 1773 und 1913–16 tiefgreifend erneuert; als Hauptkirche des Bistums Oldenburg errichteter Backsteinbau, im Kern dreischiffige romanische Pfeilerbasilika mit Westturm, verschiedene An- und Umbauten, spätbarocke Ausstattung - Begründung: geschichtlich, künstlerisch, städtebaulich - Schutzumfang: gesamtes Objekt - Denkmaltyp: Bauliche Anlage, Sachgesamtheit: Kirche St. Johannis | Fotos hochladen |
| 3507 Wikidata  | Lankenstraße 1 (54° 17′ 23″ N, 10° 53′ 23″ O)              | Finanzamt                                              | Alteintragung (Aktualisierung vorgesehen) - Begründung: geschichtlich, künstlerisch, städtebaulich - Schutzumfang: gesamtes Äußeres, - Denkmaltyp: Bauliche Anlage | BW              |
| 29807 Wikidata | Lankenstraße 26 (54° 17′ 23″ N, 10° 53′ 12″ O)             | Wohnhaus                                               | Wohnhaus; 1926; eingeschossiger giebelständiger Ziegelbau, Satteldach mit Zwerchhaus nach Osten, seitlich angesetzter Eingangsrisalit im Westen, qualitätvolles Mauerwerk mit Zierverbänden, expressionistisch beeinflusste Detailgestaltungen - Begründung: geschichtlich, städtebaulich - Schutzumfang: gesamtes Objekt - Denkmaltyp: Bauliche Anlage | BW              |
| 3508 Wikidata  | Markt 1 (54° 17′ 29″ N, 10° 53′ 13″ O)                     | Rathaus                                                | Das Rathaus ist ein neugotischer Bau. Es wurde 1860 errichtet. Alteintragung (Aktualisierung vorgesehen) - Begründung: geschichtlich, städtebaulich - Schutzumfang: Alteintragung (Aktualisierung vorgesehen) - Denkmaltyp: Bauliche Anlage | Fotos hochladen |
| 29808 Wikidata | Markt 5 (54° 17′ 29″ N, 10° 53′ 11″ O)                     | Wohn- und Geschäftshaus                                | Wohn- und Geschäftshaus; 19. Jh.; zweigeschossiger traufständiger Fachwerkbau mit Walmdach und marktseitiger Putzfassade, rückwärtig eingeschossiger Fachwerkanbau mit Satteldach - Begründung: geschichtlich, städtebaulich - Schutzumfang: gesamtes Objekt - Denkmaltyp: Bauliche Anlage | BW              |
| 29810 Wikidata | Markt 8 (54° 17′ 31″ N, 10° 53′ 10″ O)                     | Wohn- und Geschäftshaus                                | Wohn- und Geschäftshaus; Ende 18./Anfang 19. Jh.; zweigeschossiger traufständiger Backsteinbau mit Vollwalmdach, marktseitig vorgesetzte Backsteinfassade über Granitsockel. - Begründung: geschichtlich, städtebaulich - Schutzumfang: gesamtes Äußeres - Denkmaltyp: Bauliche Anlage | BW              |
| 29811 Wikidata | Markt 13 – 15 (54° 17′ 33″ N, 10° 53′ 10″ O)               | Ehemalige Kreissparkasse                               | Geschäftshaus; 1939, erweitert 1965/66; zweigeschossiger Rotsteinbau über Bruchsteinsockel, im Kern Dreiflügelbau, später erweitert, Eingangsportal der Hauptfront mit vorgelagerter Freitreppe - Begründung: geschichtlich, städtebaulich - Schutzumfang: gesamtes Objekt - Denkmaltyp: Bauliche Anlage | BW              |
| 29812 Wikidata | Markt 20 (54° 17′ 33″ N, 10° 53′ 15″ O)                    | Wohnhaus                                               | Wohnhaus; um 1910; zweigeschossiger, giebelständiger Putzbau mit Satteldach, rückwärtig angesetzter Gebäudeflügel etwas niedriger und mit Kurzwalmdach, originale Eindeckung mit roten S-Pfannen, bauzeitliche Fenster mit kleinteilig gesprossten Oberlichtern, schlichte Putzrahmungen um Eingangstür und Fenster, Gestaltung im Stil eines Landhauses - Begründung: geschichtlich, städtebaulich - Schutzumfang: gesamtes Objekt - Denkmaltyp: Bauliche Anlage | BW              |
| 11224 Wikidata | Markt 26 (54° 17′ 31″ N, 10° 53′ 14″ O)                    | Gaststätte „Fieka und Johanna“                         | Ehemaliges Wohnhaus; 18./19. Jh.; eingeschossiger Fachwerkbau mit Satteldach, Backsteingiebel zum Markt 2. Hälfte 19. Jh. - Begründung: geschichtlich, städtebaulich - Schutzumfang: gesamtes Objekt - Denkmaltyp: Bauliche Anlage | BW              |
| 34935 Wikidata | Mühlenkamp 36 (54° 17′ 28″ N, 10° 52′ 35″ O)               | Wohnhaus                                               | Wohnhaus; 1920er Jahre; kompakter zweigeschossiger Ziegelbau mit qualitätvollem Sichtmauerwerk und Walmdach, Farbakzente durch dunkel abgesetzte Klinkerbänder, der seitliche Treppenhausanbau mit Eingangsbereich und darüber liegendem Austritt besonders aufwendig gestaltet, eine Vielzahl von Baudetails (Türen, Fenster etc.) authentisch überliefert - Begründung: geschichtlich, städtebaulich - Schutzumfang: gesamtes Objekt - Denkmaltyp: Bauliche Anlage | BW              |
| 21223 Wikidata | Neustädter Straße (54° 17′ 8″ N, 10° 52′ 40″ O)            | Kath. Pfarrkirche St. Vicelin                          | Kath. Pfarrkirche St. Vicelin; 1962–64; Architekt Feldwisch-Drentrup; Saalkirche mit ellipsenförmigem Grundriss und Kupferdach, Stahlbetonskelettbau mit Klinkerausmauerung und großflächigen Verglasungen, auf der Ostseite weit vorkragendes Flachdach über zwei seitlich angeordneten Portalen mit reliefverzierten Kupfertüren und einer durchbrochenen Betonwand mit mosaikartiger Verglasung, im Nordosten ein freistehender Glockenturm auf vier Stelzen, die im Osten vorgelagerte Platzgestaltung mit zeittypischen Waschbetonplatten und dazwischen strahlenförmig angeordneten Granitpflasterungen sowie Möblierung (Lampen) - Begründung: geschichtlich, künstlerisch, städtebaulich - Schutzumfang: Kath. Pfarrkirche St. Vicelin, Glockenturm, Platzgestaltung - Denkmaltyp: Bauliche Anlage | BW              |
| 39972 Wikidata | Neustädter Straße 23 (54° 16′ 54″ N, 10° 52′ 52″ O)        | Wohnhaus                                               | Wohnhaus; späte 1930er Jahre, Architekt: Hugo Ewers; zweigeschossiger Baukörper mit Vollwalmdach in offener Bebauung, qualitätvolle Ziegelfassade über Bruchsteinsockel und mit plastisch hervortretenden Türrahmungen, Fensterstürze in der Art gemauerter Segmentbögen, auf der Südseite Anbau mit darüber liegendem Balkon, zeittypischer Wohnbau mit gehobenem architektonischem Anspruch - Begründung: geschichtlich, städtebaulich - Schutzumfang: gesamtes Objekt - Denkmaltyp: Bauliche Anlage | BW              |
| 738 Wikidata   | Prof.-C.-Ehrenberg-Weg 22 f (54° 17′ 54″ N, 10° 51′ 7″ O)  | Wohnhaus (ehem. Scheune)                               | Alteintragung (Aktualisierung vorgesehen) - Begründung: geschichtlich, städtebaulich - Schutzumfang: gesamtes Objekt - Denkmaltyp: Bauliche Anlage | BW              |
| 3510 Wikidata  | Prof.-C.-Ehrenberg-Weg 26 (54° 17′ 53″ N, 10° 50′ 51″ O)   | Fachhallenhaus                                         | Alteintragung (Aktualisierung vorgesehen) - Begründung: Alteintragung (Aktualisierung vorgesehen) - Schutzumfang: Alteintragung (Aktualisierung vorgesehen) - Denkmaltyp: Bauliche Anlage | BW              |
| 29819 Wikidata | Prof.-C.-Ehrenberg-Weg 37 (54° 17′ 53″ N, 10° 51′ 4″ O)    | Kate                                                   | Fachhallenkate; 18./19. Jh.; kleine Fachhallenkate mit reetgedecktem Walmdach, Zweiständerbau - Begründung: geschichtlich, städtebaulich - Schutzumfang: gesamtes Objekt - Denkmaltyp: Bauliche Anlage | BW              |
| 3511 Wikidata  | Prof.-C.-Ehrenberg-Weg 43 (54° 17′ 50″ N, 10° 50′ 55″ O)   | Kate                                                   | Alteintragung (Aktualisierung vorgesehen) - Begründung: geschichtlich, städtebaulich - Schutzumfang: gesamtes Äußeres - Denkmaltyp: Bauliche Anlage | BW              |
| 39984 Wikidata | Schauenburger Platz (54° 17′ 29″ N, 10° 53′ 28″ O)         | Brunnen mit Karlheinz Goedtke „Die Oldenburger Reiter“ | Brunnenanlage „Die Oldenburger Reiter“; 1980, Bildhauer Karlheinz Goedtke; annähernd quadratischer Brunnen mit gerundeten Ecken, auf erhöhtem Podest eine Bronzegruppe aus drei männlichen Reitern - Begründung: künstlerisch, städtebaulich - Schutzumfang: gesamtes Objekt - Denkmaltyp: Bauliche Anlage | BW              |
| 3509 Wikidata  | Schuhstraße 19 (54° 17′ 25″ N, 10° 53′ 9″ O)               | Wohnhaus                                               | Alteintragung (Aktualisierung vorgesehen) - Begründung: geschichtlich, städtebaulich - Schutzumfang: gesamtes Äußeres - Denkmaltyp: Bauliche Anlage | BW              |
| 39975 Wikidata | Strandstraße 21 (54° 18′ 15″ N, 10° 50′ 7″ O)              | Ehemalige Schule Wessek                                | Schulgebäude mit Lehrerwohnung; 1930; Architekt Hans Vosgerau; eingeschossiger traufständiger Baukörper mit Halbwalmdach und qualitätvoll gestalteter Ziegelfassade, spitz übergiebeltes Zwerchhaus oberhalb der bauzeitlichen Eingangstür mit Oberlicht, Zugang zum Klassenraum über die als offene Vorhalle gestaltete nordwestliche Gebäudeecke, Baukeramiktafel - Begründung: geschichtlich, künstlerisch, städtebaulich - Schutzumfang: gesamtes Objekt - Denkmaltyp: Bauliche Anlage | BW              |

## Gründenkmale
| Objekt-ID      | Lage                                             | Offizielle Bezeichnung           | Beschreibung | Bild            |
| -------------- | ------------------------------------------------ | -------------------------------- | --- | --------------- |
| 45072          | Göhler Straße (54° 17′ 25″ N, 10° 53′ 56″ O)     | Schützenplatz                    | Schützenplatz; vor 1756, erweitert 1888/89; durch eine Lindenallee eingefasste, gut 1 ha große Anlage der St. Johannis Toten- und Schützengilde mit Lindenrondell in Gestalt eines kreisförmigen, von einer Lindenallee umringten Platzes sowie einem westlichen Bereich mit mittigem, runden Rosenbeet mit zentraler Vogelstange - Begründung: geschichtlich, städtebaulich - Schutzumfang: Schützenplatz, Lindenallee, Lindenrondell, Rosenbeet - Denkmaltyp: Gründenkmal                                                            | BW              |
| 21980 Wikidata | Hoheluftstraße 44 (54° 17′ 43″ N, 10° 52′ 27″ O) | Neuer Friedhof                   | Neuer Friedhof; 1883 eingeweiht; regelmäßige Anlage mit vorzüglich gepflegtem Altbaumbestand in Form von Lindenalleen und -reihen, Hauptwegekreuz mit Lindenkranz im Zentrum, Hainbuchenhecken - Begründung: geschichtlich, künstlerisch, städtebaulich - Schutzumfang: gesamtes Objekt - Denkmaltyp: Gründenkmal, Sachgesamtheit: Neuer Friedhof Oldenburg | BW              |
| 21215 Wikidata | Johannisstraße (54° 17′ 34″ N, 10° 53′ 7″ O)     | Kirchhof                         | Kirchhof der St. Johanniskirche; durch eine Böschungsmauer aus Granitquadern umfriedet und abschnittsweise von Lindenreihen flankiert, Hauptzugang über eine mehrflügelige Hauptpforte, auf dem Kirchhof diverse historische Grabmale und zwei Familiengrüfte - Begründung: geschichtlich, künstlerisch, städtebaulich - Schutzumfang: Kirchhof, Hauptpforte, Grabmale bis 1870, Meiersche Gruft 1844, Gruft mit Obelisk 1835, Granitquader-Böschungsmauer, Lindenreihe - Denkmaltyp: Gründenkmal, Sachgesamtheit: Kirche St. Johannis | BW              |
| 32271 Wikidata | Johannisstraße (54° 17′ 33″ N, 10° 53′ 7″ O)     | Doppeleiche mit Gedenkstein 1848 | Doppeleiche auf dem Kirchhof; 1898 zum Gedenken an die schleswig-holsteinische Erhebung von 1848 gepflanzt, am Fuß der beiden ineinander wachsenden Bäume ein Findling mit Medaillonumrahmter Gedenkinschrift - Begründung: geschichtlich, städtebaulich - Schutzumfang: gesamtes Objekt - Denkmaltyp: Gründenkmal, Sachgesamtheit: Kirche St. Johannis | Fotos hochladen |

## Quelle
- Liste der Kulturdenkmale in Schleswig-Holstein – Kreis Ostholstein (PDF)

- Karte mit allen Koordinaten:
- OSM |
- WikiMap